# گروه آمارا راجا
گروه آمارا راجا (انگلیسی: Amara Raja Group) شرکت خوشه‌ای هندی است، که در سال ۱۹۸۵ تأسیس شد.